# Örjan Landström
Lars Örjan Landström, född 8 mars 1965 i Gällivare, är en svensk skådespelare.

## Biografi
Landström växte upp utanför Luleå och flyttade därefter till Stockholm med planer på att bli ingenjör. Han arbetade som byggnadsarbetare innan han kom in vid scenskolan i Malmö 1990. Han gjorde sin praktik hos den fria teatergruppen Darling Desperados och medverkade bland annat i pjäsen Bombi Bitt och jag. 1993–1996 var han anställd vid Folkteatern i Göteborg och 1996–1997 vid Angereds teater. Sedan 1997 är han frilans och har gjort ett flertal film- och TV-roller.
Han spelade en sympatisk hantverkare i sista säsongen av Svenska hjärtan 1998, boxaren i filmen Knockout 2000 och pappan i Emma och Daniel – mötet 2003. Sedan 2007 driver han en egen byggfirma och varvar byggjobb med skådespelaruppdrag.

## Filmografi[4]
- 1994 – Rena rama Rolf (TV-serie)
- 1997 – Glappet (TV-serie)
- 1997 – Rika barn leka bäst
- 1998 – Svenska hjärtan (TV-serie)
- 1998 – Vita lögner (TV-serie)
- 1998 – Älskade Lotten (TV-serie)
- 2000 – Knockout
- 2001 – Anderssons älskarinna (TV-serie)
- 2001 – Kommissarie Winter (TV-serie)
- 2001 – Livvakterna
- 2001 – Switch Off
- 2002 – Det brinner! (TV-serie)
- 2002 – Familjen (TV-serie)
- 2002 – Gåvan
- 2002 – Rum 703
- 2002 – Skenäktenskap
- 2002 – Talismanen (TV-serie)
- 2003 – De drabbade (TV-serie)
- 2003 – Emma och Daniel: Mötet
- 2003 – Norrmalmstorg
- 2003 – Solbacken: Avd. E (TV-serie)
- 2004 – Graven (TV-serie)
- 2004 – Orka! Orka! (TV-serie)
- 2005 – Lasermannen (TV-serie)
- 2006 – Offside
- 2007 – Upp till kamp (TV-serie)
- 2008 – Den krossade tanghästen
- 2008 – Kommissarien och havet - I denna ljuva sommartid (TV-serie)
- 2009 – Elkland
- 2009 – Fallet (TV-serie)
- 2009 – Karaokekungen
- 2010 – Isolerad
- 2013 – Fjällbackamorden: Havet ger, havet tar
- 2014 – Ängelby (TV-serie)

## Teater

### Roller
| År   | Roll | Produktion                  | Regi        | Teater                |
| ---- | ---- | --------------------------- | ----------- | --------------------- |
| 2007 |      | Storstadsljus Howard Korder | Stefan Metz | Göteborgs stadsteater |